# Baie-des-Sables

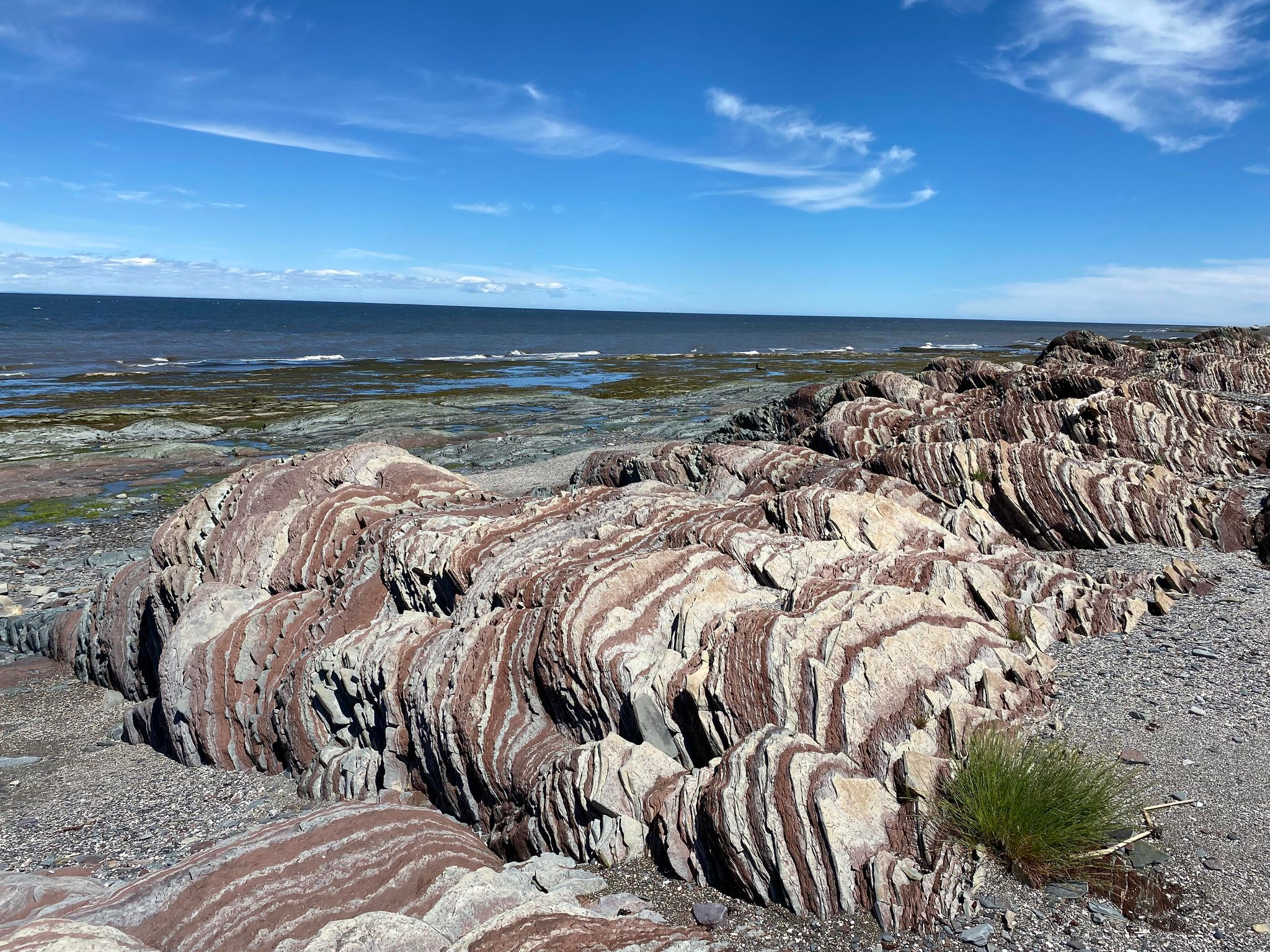
Roches sédimentaires sur la plage de Baie-des-Sables

Baie-des-Sables est une municipalité située dans la municipalité régionale de comté de La Matanie dans la région administrative du Bas-Saint-Laurent au Québec (Canada). Auparavant, l'endroit a été connu sous le nom de Sandy Bay.

## Toponymie

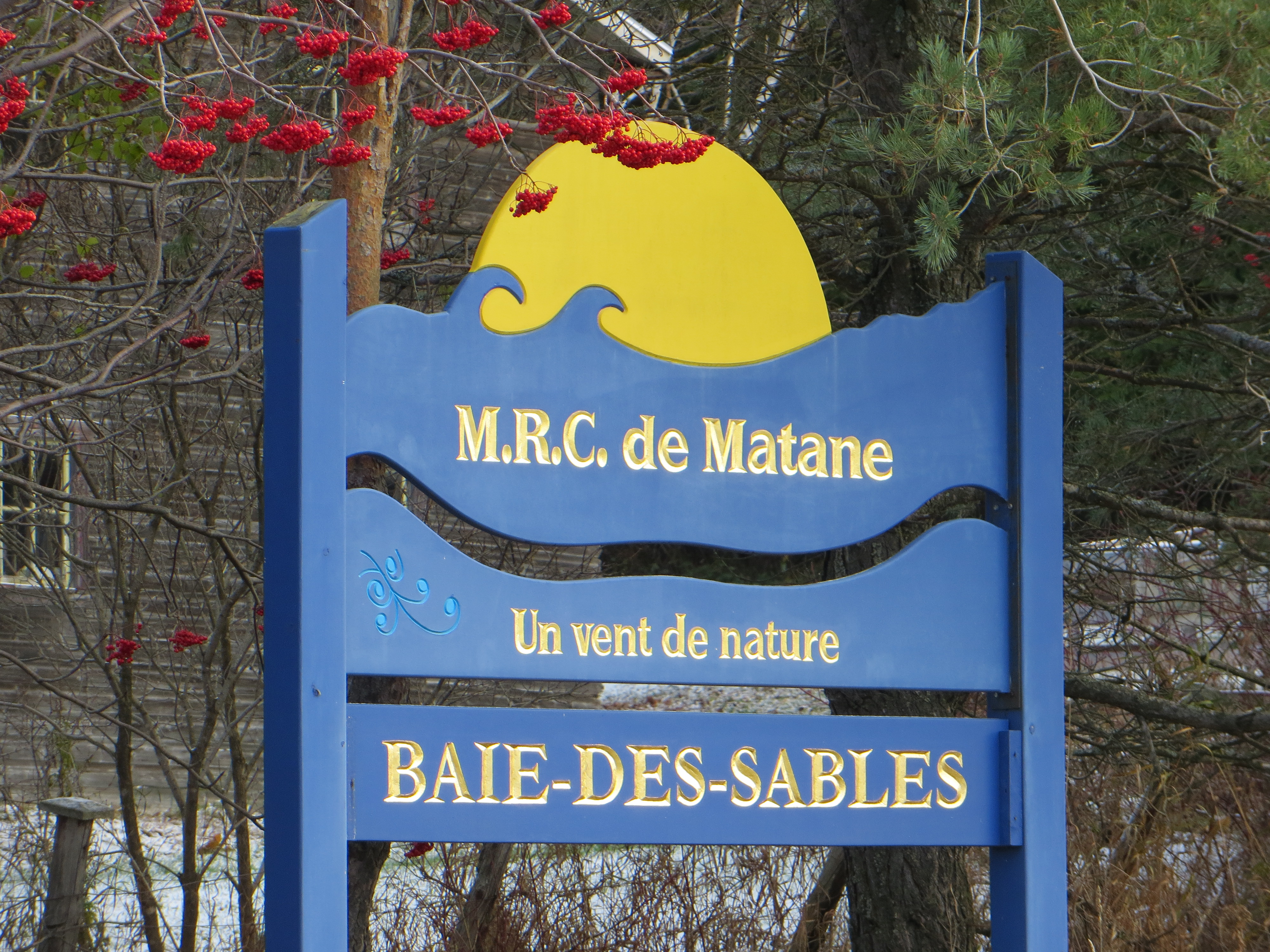
Affiche de bienvenue à Baie-des-Sables

Le premier nom porté par l'endroit fut celui du canton de MacNider, nommé ainsi en l'honneur de Mathew Macnider qui était propriétaire de la seigneurie de Mitis en 1802,. Le bureau de poste a porté le nom de MacNider de 1864 à 1902.
Les colons écossais qui vinrent s'établir à cet endroit le nommèrent Sandy Bay ou Sandy Beach en raison d'une baie sablonneuse située à proximité. En effet, Sandy Bay signifie « baie sablonneuse » et Sandy Beach signifie « plage sablonneuse » en anglais,. Le bureau de poste porta le nom de Sandy Bay de 1902 à 1925. Le nom du village fut changé en Baie-des-Sables en 1932 à cause des pressions linguistiques de la part des francophones sur les autorités municipales. Baie-des-Sables est l'équivalent francophone de Sandy Bay,. Le bureau de poste portait le nom de Baie-des-Sables depuis 1925. Il pourrait s'agir d'une réminescence historique puisqu'il semblerait que la batture de sable située à l'ouest du village portait le nom d'Anse aux Sables sous le Régime français. Ce nom est attesté par Stanislas Drapeau en 1863 en tant que variante du nom de la paroisse de l'Assomption-de-Notre-Dame. L'Assomption-de-Notre-Dame est toujours le nom de la paroisse catholique de Baie-des-Sables.
Les gentilés sont nommés Baie-des-Sabliens et Baie-des-Sabliennes.

## Histoire
En 1838, une scierie est construite. Au début des années 1850, la mission catholique est fondée,. En 1857, la première chapelle est construite. Le 1er janvier 1859, la municipalité de canton de McNider est créée,,.
Les registres paroissiaux sont ouverts depuis le 16 octobre 1860. De 1860 à 1869, un missionnaire y réside. En 1862, une deuxième chapelle est construite et elle sert d'église paroissiale jusqu'en 1917. En 1864, le presbytère est construit. Le 15 février 1869, la paroisse de l'Assomption-de-Notre-Dame est érigée canoniquement,. Le 27 septembre suivant, elle est érigée civilement. Au cours de la même année, le premier curé, Joseph Dumas, est nommé,.
En 1917, l'église en pierre est inaugurée. Le 2 novembre 1939, celle-ci est incendiée. En 1941, l'église actuelle est construite.

## Géographie

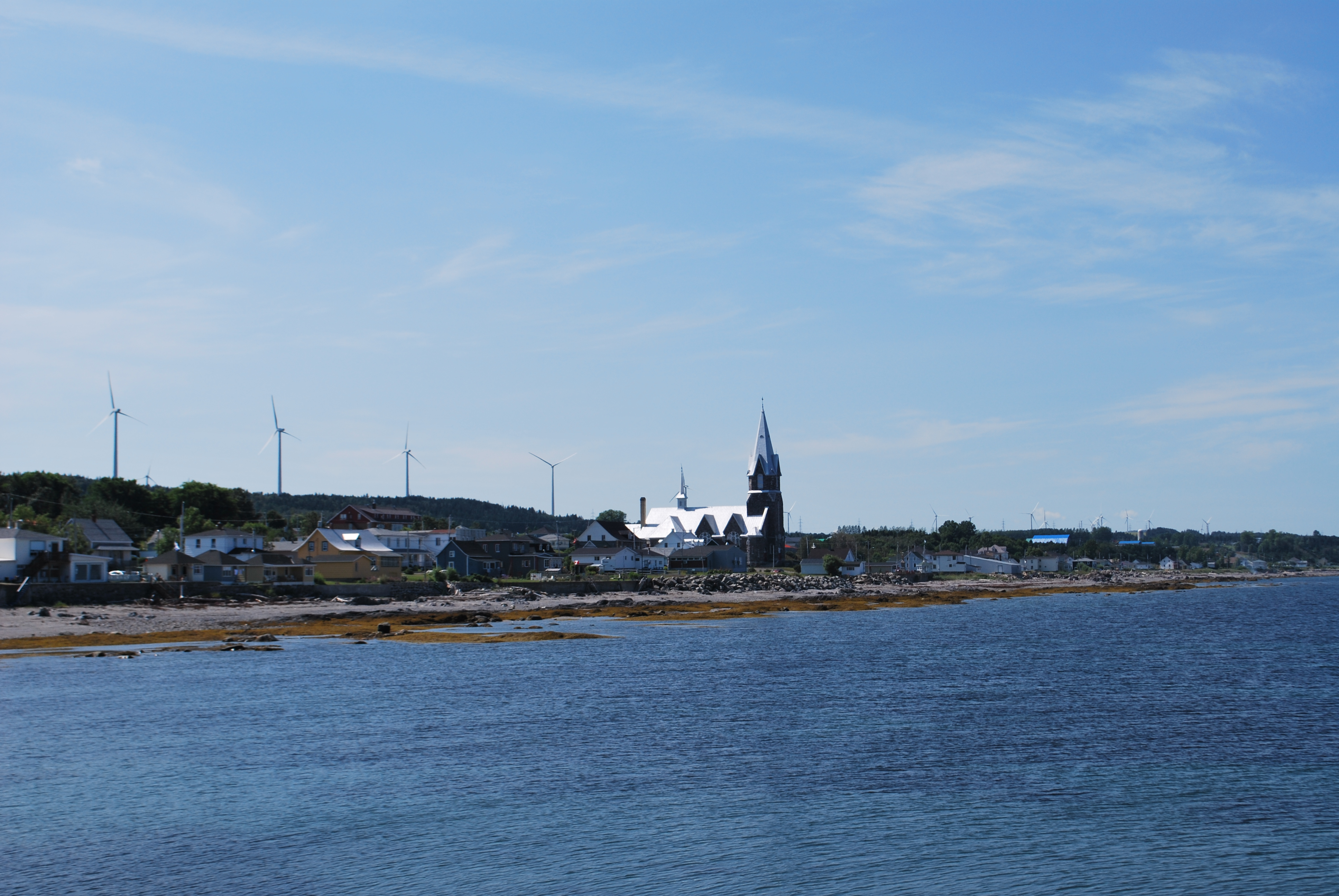
Baie-des-Sables en août 2010

Baie-des-Sables est située sur la berge sud du fleuve Saint-Laurent à 375 km au nord-est de Québec et à 310 km à l'ouest de Gaspé. Les villes importantes près de Baie-des-Sables sont Mont-Joli à 35 km et Rimouski à 70 km au sud-ouest ainsi que Matane à 30 km au nord-est. Baie-des-Sables est située sur la route 132 entre Les Boules à l'ouest et Saint-Ulric à l'est. Le village des Boules est maintenant fusionné à la ville de Métis-sur-Mer. Le territoire de Baie-des-Sables couvre une superficie de 64,54 km2.
La municipalité de village de Baie-des-Sables est située dans la municipalité régionale de comté de La Matanie dans la région administrative du Bas-Saint-Laurent.

## Démographie
| 1941  | 1951  | 1956  | 1961  | 1966  | 1971  | 1976 | 1981 | 1986 |
| ----- | ----- | ----- | ----- | ----- | ----- | ---- | ---- | ---- |
| 2 001 | 1 793 | 1 207 | 1 394 | 1 207 | 1 068 | 910  | 895  | 763  |

| 1991 | 1996 | 2001 | 2006 | 2011 | 2016 | 2021 | - | - |
| ---- | ---- | ---- | ---- | ---- | ---- | ---- | - | - |
| 698  | 657  | 654  | 614  | 609  | 628  | 613  | - | - |

Distribution de l'âge en 2006

Selon Statistiques Canada, la population de Baie-des-Sables était de 614 habitants en 2006. La tendance démographique des dernières années suit celle de l'Est du Québec, c'est-à-dire une décroissance. En effet, en 2001, la population était de 654 habitants. Cela correspond à un taux de décroissance de 6,1 % en cinq ans. L'âge médian de la population baie-des-sablienne est de 46 ans.
Le nombre total de logements privés du village est de 327. Cependant, seulement 264 de ces logements sont occupés par des résidents permanents. La majorité des logements de Baie-des-Sables sont des maisons individuelles.
Statistiques Canada ne recense aucun immigrant à Baie-des-Sables. 100 % de la population de Baie-des-Sables a le français comme langue maternelle. 8,9 % de la population maitrise les deux langues officielles du Canada.
Le taux de chômage dans la municipalité était de 6,8 % en 2006. Le revenu médian des Baie-des-Sabliens est de 44 554 $ en 2005.
39,8 % de la population âge de 15 ans et plus de Baie-des-Sables n'a aucun diplôme d'éducation. 34 % de cette population n'a que le diplôme d'études secondaires ou professionnelles. 2,9 % de cette population a un diplôme de niveau universitaire. Tous les habitants de Baie-des-Sables ont effectué leurs études à l'intérieur du Canada. Le principal domaine d'études des Baie-des-Sabliens est le « génie, l'architecture et les services connexes ».

## Administration municipale
Les élections municipales ont lieu tous les quatre ans et s'effectuent en bloc sans division territoriale. Le conseil est composé d'un maire et de six conseillers.
| mandat    | fonction    | nom                      |
| --------- | ----------- | ------------------------ |
| 2013-2017 | Maire       | Denis Santerre           |
| 2013-2017 | Conseillers |                          |
| 2013-2017 | #1          | Claudie Fillion          |
| 2013-2017 | #2          | Dany Fortin              |
| 2013-2017 | #3          | Damien Ouellet           |
| 2013-2017 | #4          | Véronique Lamarre        |
| 2013-2017 | #5          | Jean-Pierre Tanguay, Jr. |
| 2013-2017 | #6          | Sylvie Bouffard          |

| Baie-des-Sables Maires depuis 2001                                                                                   |                   |         |          |
| Élection | Maire             | Qualité | Résultat |
| 2001 | Jacques Couillard |         | Voir     |
| 2005 | Jacques Couillard | Voir    |          |
| 2009 | Aucun candidat    |         | Voir     |
| n/d | Denis Santerre    |         | n/d      |
| 2013 | Denis Santerre    | Voir    |          |
| 2017 | Denis Santerre    | Voir    |          |
| 2021 | Gérald Beaulieu   |         | Voir     |
| Élection partielle en italique Depuis 2005, les élections sont simultanées dans toutes les municipalités québécoises |                   |         |          |

De plus, Adam Coulombe est le directeur-général, le secrétaire-trésorier, le coordonnateur des mesures d'urgence, le responsable de l'accès aux documents ainsi que le responsable de l'émission des permis et des certificats d'urbanisme de la municipalité.

## Représentations politiques
Québec : Baie-des-Sables fait partie de la circonscription provinciale de Matane-Matapédia. Cette circonscription est actuellement représentée par Pascal Bérubé, député du Parti québécois.
 Canada : Baie-des-Sables fait partie de la circonscription fédérale de Avignon—La Mitis—Matane—Matapédia. Elle est représentée par Kristina Michaud, députée du Bloc québécois.

## Devise et slogan
La municipalité à comme slogan «J'accueille et retiens...».

## Religion
La paroisse catholique de L'Assomption-de-Notre-Dame de Baie-des-Sables fait partie de l'archidiocèse de Rimouski.

## Tourisme
Baie-des-Sables est une destination populaire pour le tourisme grâce entre autres à son patrimoine architectural. La pêche et la randonnée pédestre et en ski de fond sont des activités qui sont pratiquées à Baie-des-Sables. Une fromagerie locale, la Fromagerie du littoral, est aussi un attrait touristique important.

## Personnalités
- Augustin Gagnon (1857-1922), prêtre catholique né à Baie-des-Sables connu pour avoir fait construire plusieurs églises au Wisconsin[9].